# Grup de galàxies M51
El Grup de M51 és un grup de galàxies localitzables en la constel·lació dels Lllebrers i en la del Bover.
S'anomena el grup pel membre més brillant: la Galàxia del Remolí (M51). Altres membres notables són la galàxia companya de la del Remolí, que és NGC 5195, i la Galàxia del Gira-sol (M63).

## Galàxies que componen el grup
- UGC 8215
- UGC 8303
- NGC 5005
- UGC 8313
- NGC 5023
- UGC 8320
- NGC 5033
- UGC 8331
- NGC 5055 (M63)
- UGC 8651
- UGC 8760
- NGC 5194 (M51)
- NGC 5195
- UGC 8833
- NGC 5229
- UGC 9240